# Manuel Cunha
Manuel António Tavares Cunha (Pedroso (Vila Nova de Gaia), 1 de Agosto de 1962) é um ciclista de Portugal e venceu a Volta a Portugal em 1987. Começou a sua carreira no Centro de Ciclismo de Gulpilhares, representou posteriormente a equipa de ciclismo do F.C.Porto durante 3 anos, passou pela Ovarense, pela Lousã-trinaranjos-AKAI, representou a Sicasal/Torreense onde ganhou a Volta, aventurou-se no ciclismo internacional na equipa espanhola de então CLAS durante 2 anos, regressou depois à equipa do Calbrita-Lousã, voltou novamente à antiga equipa Sicasal, terminando por fim a sua Carreira na Maia-Jumbo. Competiu ao mais alto nível durante 14 anos tendo conseguido além do palmarés apresentado muitas mais vitórias em etapas e várias camisolas nomeadamente da Montanha, seu terreno predilecto. 

## Carreira desportiva
- Centro de Ciclismo de Gulpilhares

- 1987, Sicasal/Torreense,
- 1994 Jumbo - UC Maia - Serrata-Beirão
- 1993 Sicasal - Acral
- 1992 Sicasal - Acral
- 1991 Calbrita - Akai - Lousa
- 1990 Avibom - Valouro - Lousa
- 1989 CLAS - Cajastur
- 1988 CLAS
- 1987 Sicasal - Torreense
- 1986 Lousa - Trinaranjus - Akai
- 1985 Lousa - Trinaranjus - Akai
- 1982-1983 FC Porto-UBP
- 1984 Ovarense-Alfaias Herculano

## Palmarés
- 1987, venceu a Volta a Portugal
- 1984, segundo na Volta a Portugal
- 1984, 1987, 1991, vencedor do prémio ciclista português do ano
- 1986, 1987, vencedor da Volta ao Algarve
- 1984, 1991, vencedor da Volta ao Minho
- 1991, Vencedor do Grande Prémio JN
- 1985, 30º na Volta à Espanha
- 1988, 30º na Volta à Espanha
- 1983, 24º na Volta à França do Futuro ao serviço da Seleção Nacional
- (1986 e 1987), Volta a Gondomar
- (1990 e 1991)  Volta as Terras Santa Maria Da Feira
- campeão nacional de Rampa

Prémios a parte 
Foi por 3 vezes vencedor do Troféu “Super Prestigio” (1984, 1987 e 1991) e Prémio “Gandula” (1987).